# بازده گرمایی
بازدهِ گرمایی یا بازده حرارتی (به انگلیسی: Thermal efficiency) کمیتی بدون بعد است که در علم ترمودینامیک و برای بررسی میزان عملکرد سیستم‌های ترمودینامیکی به کار می‌رود. مقدار عددی بازدهی بالاتر در یک سیستم ترمودینامیکی نشان دهنده کارایی بالاتر آن است. این کمیت با نماد ({\displaystyle \eta _{th}\,}) بیان می‌شود و به صورت کلی به صورت مقدار خالص انرژی تولیدی به مقدار کل انرژی ورودی تعریف می‌شود:
{\displaystyle \eta _{th}\equiv {\frac {\text{What you get out}}{\text{What you put in}}}.}
همچنین این عدد همواره بین صفر تا یک است:
{\displaystyle 0\leq \eta _{th}<1}